# Château de Gaïx
Le château de Gaïx est un ancien château fort, reconstruit au XIXe siècle, situé à Valdurenque dans le Tarn (France). 
C'est le siège d'une très ancienne baronnie créée par le vicomte Bernard-Aton IV Trencavel pour sa femme Cécile de Provence (1070-1150), fille du comte de Provence Bertrand II, et fondatrice de l'abbaye de l'Ardorel non loin de là, en 1124.

## Historique

### Origine
La première trace d'habitation du lieu remonte aux premiers âges de la féodalité. On a retrouvé dans le parc du château des tombes datant du Xe siècle, distribuées autour de ce qui devait être une chapelle. La première citation du château de Gaïx date du début du XIe siècle (apparemment 1035[réf. souhaitée]), dans un hommage rendu à Bernard Aton III Trencavel.

### Trencavel et Montfort
Le petit-fils de ce dernier, Bernard Aton IV, érige les terres en une baronnie, qu'il confie à sa femme, Cécile de Provence. L'édifice forme alors un triangle défensif avec les châteaux de Miraval et d'Arifat, dont les propriétaires sont vassaux de Cécile. 
Le ralliement des Trencavel à la cause cathare lors de la croisade des albigeois leur coûta toutes leurs possessions, dont le château de Gaïx qui passe entre les mains de Simon de Montfort en 1210.
L'héritier de ce dernier, Philippe Ier de Montfort, seigneur de Castres, en fait donation avant 1251 à l'un de ses capitaines, Jean de Burlats dit le Vieux. Celui-ci entre bientôt en conflit avec les consuls de Castres concernant le petit village voisin de Lagarrigue. 

### Du XIVe au XVIIIe siècle
En 1313, le château de Gaïx est vendu en 1313 à l'illustre famille de Montbrun. On en perd ensuite la trace durant quelques siècles.

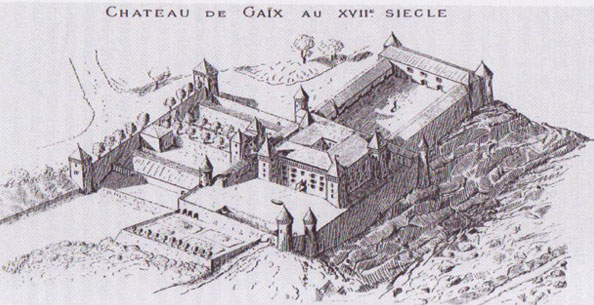
Croquis de l'ancien château de Gaïx

Par la suite, la baronnie de Gaïx connaît une renaissance lorsque Louis de Cardaillac (1622-1666), héritier des Montbrun, commandite de grands travaux dans la demeure, afin de mettre au goût du jour le vieux castel. Mais, ses héritiers, moins bons gestionnaires, doivent ensuite mettre en vente le domaine. La baronnie de Gaïx est alors achetée par la famille de Richard, originaire du Berry, qu'une charge de commissaire des guerres était venue fixer dans le pays castrais ; puis suivant le château a été porté par héritage à la famille de Blay de Gaïx, à laquelle elle appartient depuis.
Dans les dernières années de la révolution française, entre 1798 et 1799, les deux frères de Blay de Gaïx agitent grandement la région contre la République. En représailles, les 16 tours et les remparts du château sont arasées, et la préfecture du Tarn est transférée de Castres à Albi.

### Époque contemporaine
Reconstruit dès 1805 dans le goût du Directoire, le château de Gaïx est aujourd'hui l'un des rares témoignages de cette époque dans le Tarn, et est toujours habité par la famille de Blay de Gaïx,.
En 1881, a eu lieu un événement phare au château, lors du mariage de Gabriel de Blay de Gaïx dit le baron de Gaïx, et de Pauline de Candie Saint-Simon, fille aînée de Guillaume-Alfred de Candie Saint-Simon dit le baron de Candie Saint-Simon. Cet événement permet l'enrichissement architectural du bâtiment et le développement des jardins, alors que des spécialistes ont procédé à la restauration des portraits de famille et de la plupart des meubles et de la décoration des styles Louis XV et Empire. Le mariage a accueilli plus de 200 personnes, issus directement des familles de Blay de Gaïx et de Candie Saint-Simon, mais aussi d'anciens soutiens de Napoléon III, désormais alliés de Patrice de Mac Mahon, duc de Magenta.
En 1944, après la libération de Castres de l'occupation nazie, une équipe américaine de l'OSS (Office of Strategic Services) qui avait été active dans la région, est hébergée au château pour une brève période. Depuis demeure une amitié durable entre la famille et la communauté américaine du Tarn.

### Aujourd'hui
Privé, le château de Gaïx ne se visite pas, mais on l'aperçoit depuis la D612 entre Lagarrigue et Valdurenque, ou de plus proche en se baladant sur les chemins balisés avoisinants ce château.  

## Architecture actuelle
La reconstruction du château en 1805 dans le style Directoire a amené à la création d'un corps de bâtiment avec neuf travées. La rotonde centrale abrite le grand salon et ajoute une répétition de 3 travées (3 pour la partie gauche, 3 pour la rotonde et 3 pour la partie droite). La toiture en dôme de cette rotonde est à la même hauteur que le toit du corps de bâtiment. Ce dernier possède trois rangées de fenêtres : des lucarnes pour le sous-sol et le premier étage, qui encadrent de grandes ouvertures au rez-de-chaussée. La rotonde a quant-a-elle de grandes portes fenêtres donnant sur un perron de pierre. Un escalier à double volées, reliant les jardins à ce perron, complète ce bâtiment[réf. souhaitée].

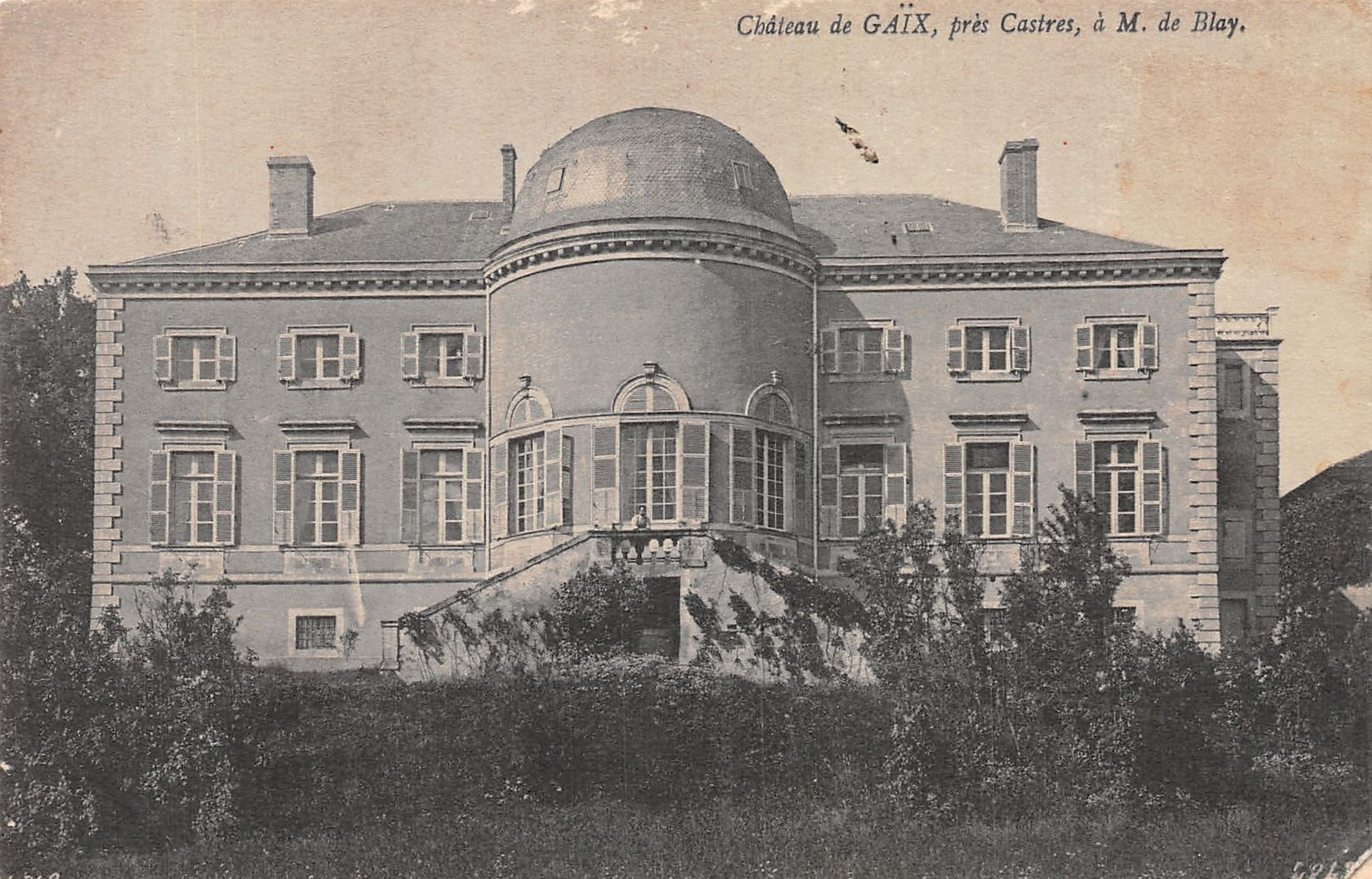
Cartes postales
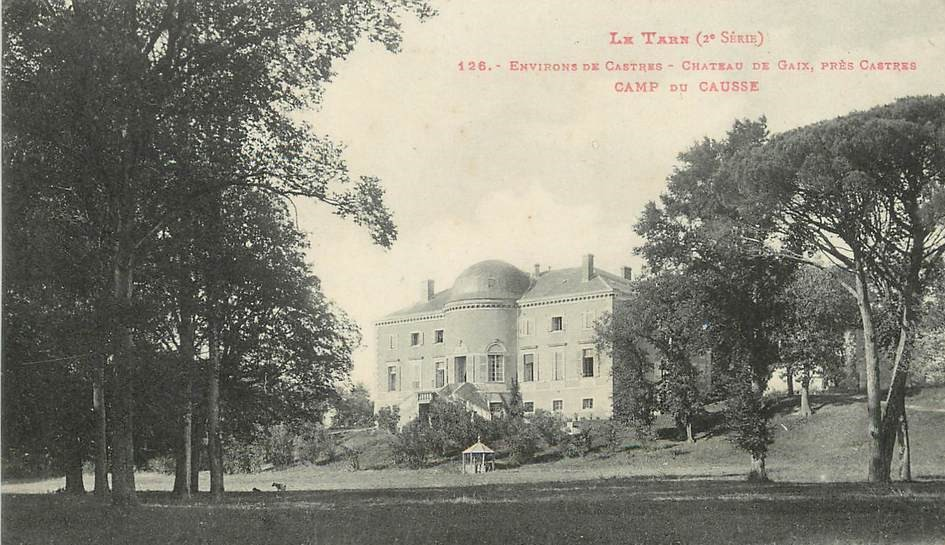